# Cheongsan-myeon, Okcheon-gun
Cheongsan-myeon (koreanska: 청산면) är en socken i den centrala delen av Sydkorea, 150 km söder om huvudstaden Seoul. Den ligger i kommunen Okcheon-gun i provinsen Norra Chungcheong.